# Квант (журнал)
«Квант» — советский и российский научно-популярный физико-математический журнал для школьников и студентов, рассчитанный на массового читателя. В 1970—1992 годах журнал выпускался издательством «Наука», в 1993—2010 годах — издательством «Бюро Квантум», с 2010 года — Математическим институтом им. В. А. Стеклова РАН.

## История

### Создание и становление журнала (1970—1989 годы)

Обложка первого номера журнала

Идею создания «Кванта» первым высказал академик П. Л. Капица в 1964 году.
В январе 1970 года вышел в свет первый номер журнала.
Главным редактором стал академик И. К. Кикоин, первым заместителем главного редактора — академик А. Н. Колмогоров.
…работа в «Кванте» не была для А. Н. Колмогорова случайным увлечением. Создание журнала для юношества являлось составной частью обширной программы совершенствования математического образования, которую Андрей Николаевич реализовывал в течение всей своей творческой жизни. … Он должен был дать возможность школьнику, где бы он ни жил, познакомиться с увлекательными физико-математическими материалами, побудить его к занятиям наукой.
При организации журнала Андрей Николаевич и Исаак Константинович сумели подобрать активную и высокопрофессиональную редколлегию и найти квалифицированных редакторов. При этом сами они выступили в роли камертона, написав в первый год несколько статей, послуживших образцами для подражания и задавших общий тон для всего журнала.
Две первые статьи А. Н. Колмогорова в «Кванте» не относились к каким-то изысканным областям высшей математики, а просто комментировали то, что школьники изучали на уроках. Первая статья (опубликованная в самом первом номере журнала) называлась «Что такое функция», вторая, вышедшая во втором номере, была озаглавлена «Что такое график функции». Но уже для третьего номера Андрей Николаевич написал небольшую, но яркую заметку «Паркеты из правильных многоугольников», ставшую прообразом статей одного из разделов журнала «Математического кружка». Всего он опубликовал 13 статей в журнале и выпустил две книжки в Библиотечке «Квант». Одна из его статей (написанная совместно с Ф. Л. Варпаховским) была посвящена крупному научному событию решению проблемы Гильберта Юрием Матиясевичем.
В последние годы своей жизни Андрей Николаевич, несмотря на тяжелую болезнь, продолжал следить за работой журнала. Он ежемесячно собирал у себя дома актив редколлегии, участвовал в отборе статей для очередного номера, критиковал излишнюю трудность задач, вычурность некоторых математических статей, художественное оформление. Чувствовалось, какое большое значение придавал Андрей Николаевич своему любимому детищу журналу «Квант».А. Б. Сосинский
В № 9 физико-математического журнала "Квант" за 1979 год был открыт новый раздел "Искусство программирования" (и в рамках этого раздела начала работу заочная школа программирования). В 1980 году при участии журнала "Квант" была проведена первая в СССР олимпиада по программированию. На основе полученного опыта в начале 1980 года было предложено ввести преподавание информатики в школах СССР (при этом предлагалось установить некоторое количество ЭВМ непосредственно в школьных классах).
По оценке экспертов ЮНЕСКО в 1985 году «Квант» являлся уникальным в своём жанре журналом.

### Сокращение тиража и создание «Бюро Квантум» (1990-е годы)
До 1990-х годов журнал выходил каждый месяц тиражом 250—350 тысяч экземпляров, но затем тираж резко сократился до 5 тысяч экземпляров с периодичностью выхода раз в два месяца.
Ни о какой серьёзной поддержке науки и образования со стороны государства не могло быть и речи, не говоря уже о журнале «Квант». Многие ученые, не видя для себя никаких перспектив, уезжали на запад. Так мы начали терять первых своих коллег. Само существование журнала «Квант» стояло под вопросом. За один только 1993 год тираж его подписки упал со 100 до 40 тысяч экземпляров, продолжая катастрофически падать и дальше. Государство не давало никаких гарантий на будущее, централизованная подписная кампания на журнал повисала в воздухе. Стали возникать проблемы и с помещением для редакции. Решающее для нашей поддержки участие принял главный редактор журнала «Квант» академик Ю. А. Осипьян, в то время вице-президент Академии наук. Своей директорской властью он предоставил в Московском офисе ИФТТ необходимые помещения для размещения сотрудников редакции. Штаб-квартира журнала «Квант» с тех пор обосновалась на Ленинском проспекте, в доме 64-А. Несколько раз Юрию Андреевичу удавалось убеждать руководство Академии наук в необходимости выделения пусть небольшой, но реальной материальной помощи журналу «Квант». При поддержке Президиума Академии наук, существенно опираясь на опыт совместного с партнёрами из США выпуска англоязычного журнала «Quantum», мы рискнули все тяготы организационной и финансово-хозяйственной деятельности по выпуску «Кванта» вывести из-под теряющего на глазах силы и готового придавить всех своим неуправляемым весом государства. Так появилось самостоятельное малое предприятие «Бюро Квантум» — сегодняшний издатель журнала «Квант».С. С. Кротов

### Проблемы с финансированием (2008—2010 годы)
Начало экономического кризиса осенью 2008 года совпало со смертью академика Ю. А. Осипьяна, бывшего директором Института физики твёрдого тела РАН (ИФТТ) с момента его создания до 2006 года, который также возглавлял «Квант» на протяжении 24 лет. Это стало для журнала переломным моментом, сделавшим само его дальнейшее существование проблематичным. В то же время ИФТТ, являвшийся арендодателем 83 квадратных метров, занимаемых редакцией «Кванта» в течение многих лет, заявил о повышении арендной платы. Для журнала эта претензия превратилась в растущий долг.
В 2008—2010 годах «Бюро Квантум» было вынуждено полагаться только на финансовую поддержку спонсоров, таких как Московский центр непрерывного математического образования, в то время как от учредителей журнала не поступало ни копейки. При этом возникали многомесячные задержки выплат заработной платы сотрудникам редакции.
В июне 2010 года Президиум Российской академии наук принял решение исключить Институт физики твёрдого тела РАН и «Фонд поддержки фундаментальной науки и образования (Фонд Осипьяна)» из числа соучредителей журнала и утвердить два новых соучредителя: Математический институт имени В. А. Стеклова РАН и Физический институт имени П. Н. Лебедева РАН. Это постановление оставило под вопросом дальнейшую судьбу коллектива редакции, его имущества и других хозяйственных отношений, а также имеющихся долговых обязательствах перед авторами. Также вместо физика, профессора МГУ им. М. В. Ломоносова С. С. Кротова, возглавлявшего издание в 2008—2010 годах, главным редактором был назначен математик, вице-президент РАН, академик В. В. Козлов. При участии Московского центра непрерывного математического образования, ему удалось решить проблему финансирования издания двух очередных выпусков журнала.
В сентябре 2010 года ИФТТ заявил о расторжении арендного договора и о необходимости съехать с занимаемой площади, а также подал судебный иск о взыскании долга. В ноябре 2010 года арбитражный суд города Москвы принял решение в пользу ИФТТ, однако через два месяца Девятый арбитражный апелляционный суд и Федеральный арбитражный суд Московского округа отменили это решение.
Выпуски 5 и 6 журнала за 2010 год были опубликованы при финансовой поддержке компании McGraw-Hill.

### Квант+ (2011 год)
С января по июнь 2011 года в издательстве МЦНМО вышло три выпуска журнала под названием «Квант+». В результате юридическая компания «Русская правовая служба», представляющая интересы «Бюро Квантум» и С. С. Кротова, обвинила МЦНМО в рейдерстве с целью последующего получения государственного финансирования. По словам Кротова, он был готов поделиться правами на издание «Кванта» с МЦНМО на возмездной основе, деньги в этом случае пошли бы на погашение долгов редакции. Суд признал, что на сайте журнала «Квант+» kvantjournal.ru незаконно использовались товарные знаки журнала «Квант», что привело к закрытию сайта.
Журнал «Квант» в 2011 году формально не издавался. На официальном сайте журнала выпуски за 2011 год представлены как «материалы, подготовленные редакцией журнала» в виде отдельных статей, включая изначально опубликованные в выпусках «Квант+».

### Последнее время
В марте 2012 года Президиум РАН назначил главным редактором журнала академика А. Л. Семёнова.
В марте 2018 года Президиум РАН назначил главным редактором журнала члена-корреспондента РАН А. А. Гайфуллина.

## Переводы

Quantum magazine

- В 1991—2001 годах существовал выходящий раз в два месяца журнал «Quantum», публиковавший как переводы избранных статей из «Кванта» на английский язык, так и оригинальные статьи американских математиков.[26] Quantum издавался Национальной ассоциацией учителей естественно-научных дисциплин[англ.], а печатался и распространялся издательством Springer. В 1993 году «Quantum» удостоился премии Ассоциации американских издателей[англ.] за лучший дизайн и издание («Excellence in Journals Design and Production Award»).[26] Всего увидело свет 66 выпусков журнала.

… в период потепления отношений между СССР и США в конце восьмидесятых, по инициативе американской стороны в лице Национальной ассоциации учителей естественно-научных дисциплин, Американской ассоциации учителей физики, Национального совета учителей математики с привлечением первых лиц двух государств был запущен Международный проект по совместному изданию на английском языке в классическом — бумажном варианте журнала «Quantum». Благодаря ему мы не утонули в надвигавшейся на страну стихии. Это событие для непосредственных сотрудников журнала оказалось спасительным.С. С. Кротов
- В 1994—2001 годах журнал «Quantum» в свою очередь переводился с английского на греческий язык и издавался в Греции.[27]
- Во Франции были выпущены два сборника избранных статей из «Кванта».[8]
- В 1999 и 2002 годах Американское Математическое Общество опубликовало «Kvant Selecta» — три тома переводов избранных статей из «Кванта» по алгебре, анализу и комбинаторике под редакцией Сергея Табачникова.[28]
- В 2010 году были достигнуты договорённости[уточнить] об издании турецкой и испанской версий журнала.[10]
- В 2012 году велись переговоры с Американским математическим обществом о возобновлении[уточнить] издания на английском языке.[29]

## Главные редакторы
- акад. И. К. Кикоин (1970—1984)
- акад. Ю. А. Осипьян (1985—2008)
- д.ф.-м.н. С. С. Кротов (2008—2010)
- акад. В. В. Козлов (2010—2012)
- акад. А. Л. Семёнов (2012—2018)[24]
- член-корр. РАН А. А. Гайфуллин (с 2018)[25]

## Факты
- В 2010 году все учебные учреждения Чечни, по частной инициативе, были подписаны на «Квант».[10][30]